# Михайличенко, Елена Анатольевна
Елена Анатольевна Михайличенко (род. 14 сентября 2001 года, Тольятти) — российская гандболистка, левый полусредний игрок сборной России и клуба ЦСКА. Бронзовый призёр чемпионата мира 2019 года. Чемпионка мира среди юниорок 2018 года. Заслуженный мастер спорта России (2021).

## Биография
В секцию гандбола Елена пришла в возрасте 9 лет. Первый тренер - Нина Борисовна Савинова, Заслуженный тренер России. Воспитанница КСДЮСШОР «Олимп» города Тольятти.
В гандбольном клубе «Лада» — с мая 2017 года. Пополнила состав ЦСКА перед сезоном-2020/21.
7 декабря 2023 года было объявлено, что Елена Михайличенко приостановила карьеру по состоянию здоровья.

## Достижения
Командные
- Чемпионка России: 2021, 2023, 2024
- Серебряный призер Олимпийских игр 2021 года в Токио
- Серебряный призер чемпионата России: 2018, 2019, 2020, 2022
- Победительница Кубка России: 2022, 2023, 2024
- Серебряный призер Кубка России: 2019
- Победительница Суперкубка России: 2022, 2023
- Бронзовый призер чемпионата мира: 2019
- Победительница первенства России среди юниорок до 18 лет: 2018
- Победительница первенства России среди девушек до 20 лет: 2018
- Бронзовый призер первенства России: 2014
- Серебряный призер первенства России среди девушек 2001 г.р.: 2016

Личные
- Самый ценный игрок чемпионата России: 2022/23
- Лучший игрок команды ЦСКА: 2022/23

## Карьера в сборной
На уровне молодёжных сборных: серебряный призер чемпионата Европы среди молодежи 2017 года в Словении. Чемпионка мира среди юниорок 2018 года в Польше и лучший бомбардир сборной России на этом турнире (44 гола). 
Была вызвана в национальную сборную на чемпионат мира 2019 года. Бронзовый призёр чемпионата мира 2019 года, который проходил в Японии.
Серебряный призер  Олиапиады-2020  в Токио  составе национальной сборной России по гандболу.

## Награды
- Медаль ордена «За заслуги перед Отечеством» I степени (11 августа 2021 года) — за большой вклад в развитие отечественного спорта, высокие спортивные достижения, волю к победе, стойкость и целеустремленность, проявленные на Играх XXXII Олимпиады 2020 года в городе Токио (Япония)[6].